# Rodolfo Flores
Rodolfo Gustavo Flores Arancibia (n. el 8 de mayo de 1972 en la Buenos Aires; Argentina.) Es un exfutbolista Argentino naturalizado Mexicano, su posición fue Delantero, actualmente se encuentra retirado.

## Trayectoria
Consiguió el ascenso a la Primera División de México al ganar los torneos de Invierno 1999 y Verano 2000 de la Primera División "A" con el Irapuato. Debutó en el Máximo Circuito de México, en la victoria del Cuernavaca 3-1 sobre la UNAM, en el juego de la Jornada 1 del torneo Clausura 2003.

## Clubes
| Club                       | País      | Año       |
| -------------------------- | --------- | --------- |
| Club Atlético Huracán      | Argentina | 1991-1996 |
| Ferro Carril Oeste         | Argentina | 1997-1998 |
| Atlético San Francisco     | México    | 1998-1999 |
| Club Irapuato              | México    | 1999-2000 |
| Ángeles de Puebla          | México    | 2000      |
| San Luis Fútbol Club       | México    | 2001      |
| Real Sociedad de Zacatecas | México    | 2002      |
| Colibríes de Morelos       | México    | 2003      |
| Trotamundos de Tijuana     | México    | 2003      |
| Cañuelas FC                | Argentina | 2004-2008 |
| Excursionista              | Argentina | 2008-2009 |
| Argentino de Merlo         | Argentina | 2009-2010 |
| Berazatégui                | Argentina | 2010-2011 |

## Palmarés

### Campeonatos nacionales
| Título      | Club          | País   | Año  |
| ----------- | ------------- | ------ | ---- |
| Verano 2000 | Club Irapuato | México | 2000 |

- Datos: Q6110503